# Presente histórico
En lingüística y retórica, el presente histórico se refiere al uso trasladado del tiempo presente con relación a eventos pasados, ya sean recientes o remotos.

## Usos
- En narrativa, para conferir mayor interés o variación a los acontecimientos o para contrastarlos.
- Cuando se alude a sucesos del pasado.

Ejemplos en español:
- En el año 800 es coronado Carlomagno.
- El 15 de abril de 1912 se hunde el Titanic.